# Diogo Viana
Diogo Filipe Guerreiro Viana (Lagos, 22 de Fevereiro de 1990) é um futebolista português. Atualmente joga no Sporting de Braga.

## Carreira

### Formação
É um extremo formado na academia do Sporting que rumou ao dragão como moeda de troca com Hélder Postiga.
Em 8 de Janeiro de 2009, foi convocado por Jesualdo Ferreira ao plantel principal do FC Porto, e deu nas vistas no jogo disputado contra o Vitória de Setúbal, sendo até comparado ao Ricardo Quaresma
Rui Caçador convocou-o a participar no estágio de preparação da selecção sub-21 que decorreu em Rio Maior, nos dias 19 e 20 de Janeiro de 2009.

### Venlo
Após ter acabado a formação, o Porto emprestou o jogador ao Venlo, da Holanda.

### Desportivo das Aves
Depois de uma época e meia no Venlo, o jogador foi emprestado ao Desportivo das Aves por meia época.

### FC Penafiel
Em 2011 o Futebol Clube Penafiel comprou o passe do jogador a título definitivo. Sendo assim uma das transferências mais mediáticas e sonantes da Segunda divisão Portuguesa.
1. ↑  «Academia de talentos - Hélder Postiga por Diogo Viana». Academia-de-talentos.com. Arquivado do original em 28 de outubro de 2008
2. ↑  «- Diogo Viana e Josué assinam pelo F. C. Porto». Jornal de Notícias
3. ↑  «Vila Real Sport - Diogo Viana o próximo Quaresma». Vilarealsport.com
4. ↑  «Sub-21: Caçador chama Rabiola e Diogo Viana para estágio». Diario.iol.pt